# Luria lurida
Luria lurida là một loài ốc biển, là động vật thân mềm chân bụng sống ở biển trong họ Cypraeidae, họ ốc sứ.

## Phụ loài
Three subspecies have been recognized:
- Luria lurida lurida (Linnaeus, 1758)
- Luria lurida minima (Dunker, 1853)
- Luria lurida oceanica (Schilder, 1930)

## Phân bố
Loài này phân bố ở vùng biển châu Âu, Địa Trung Hải, Cape Verde, West Africa, Angola and Benguela,

## Hình ảnh

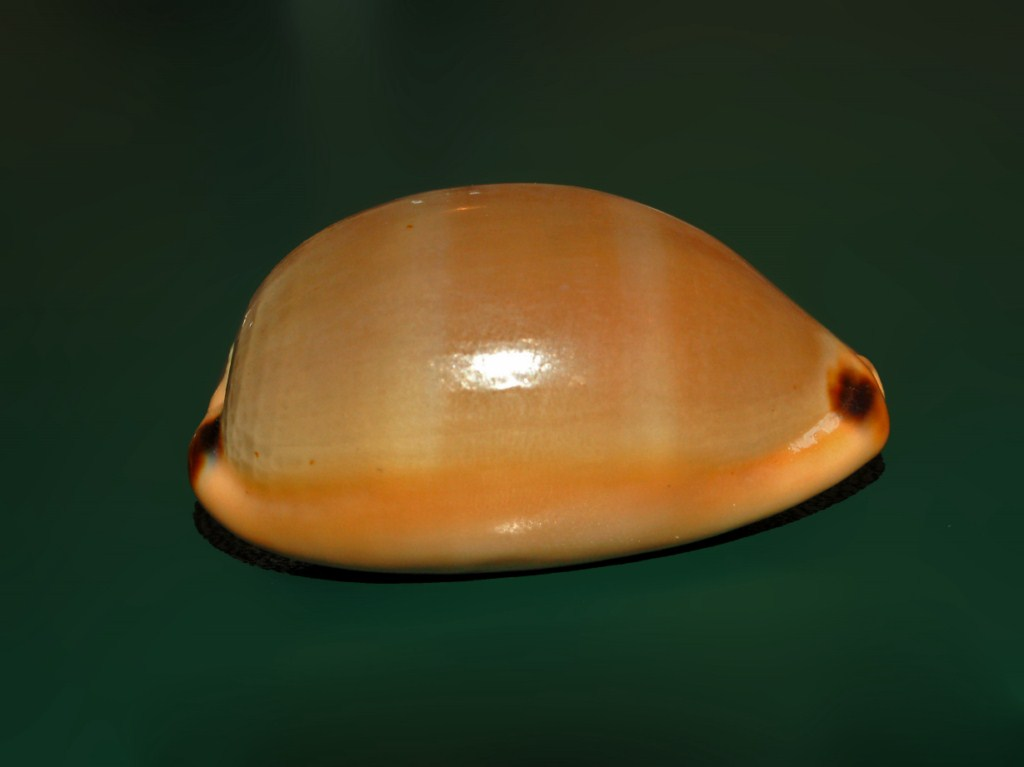
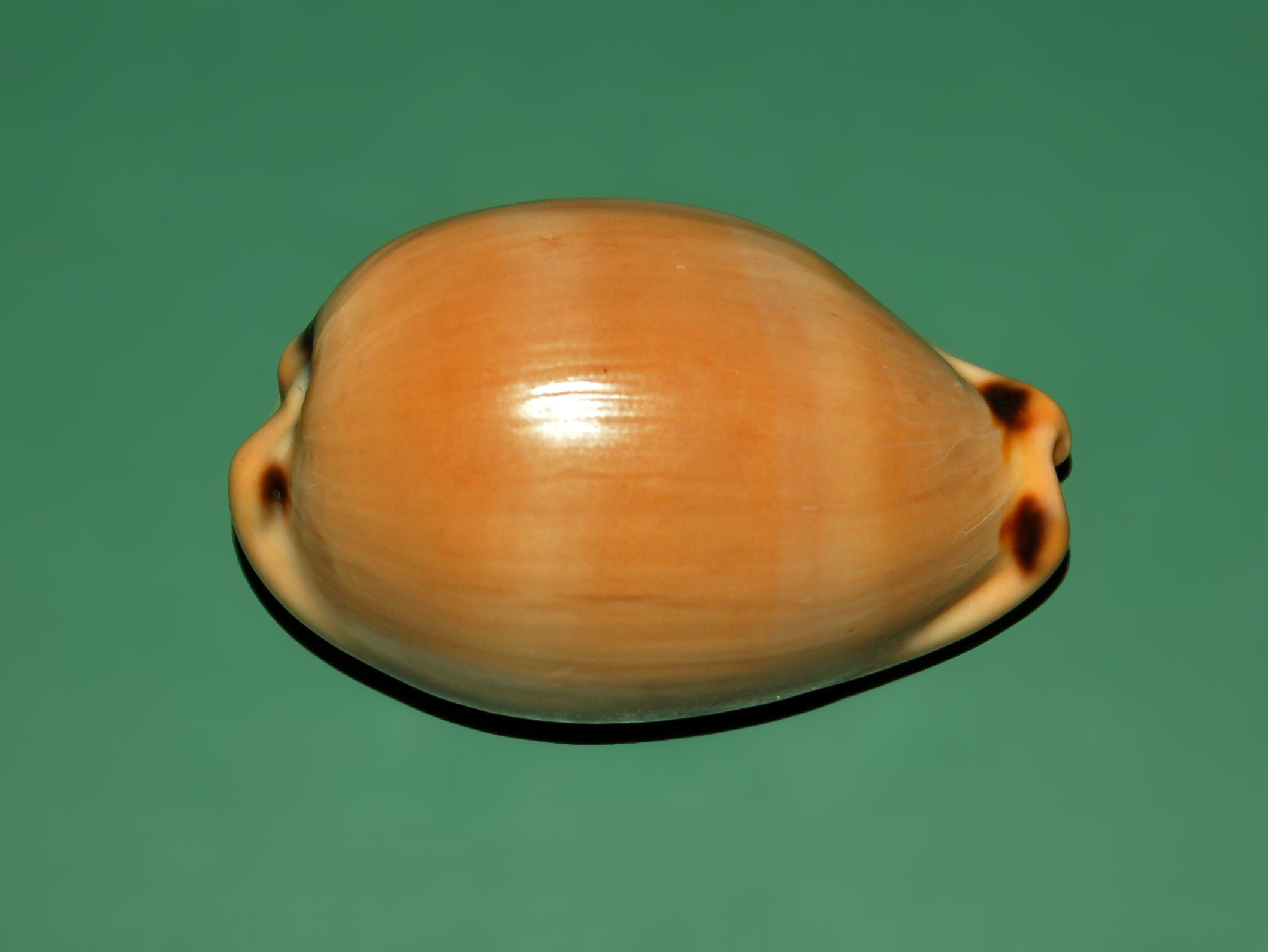
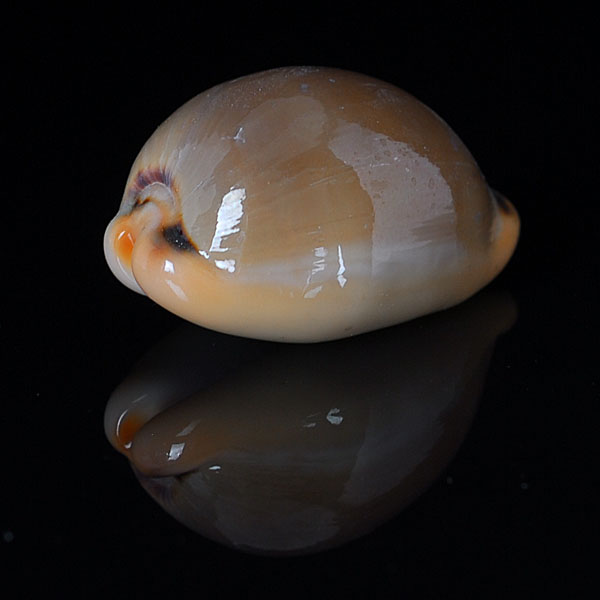
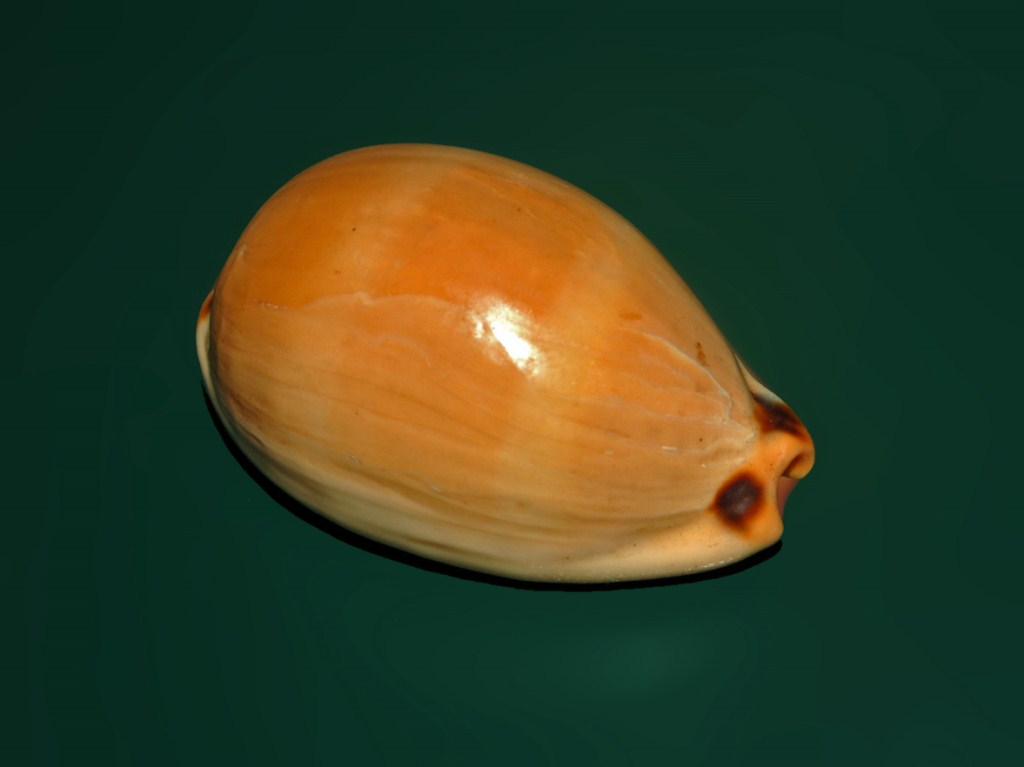